# Thomas S. Vandal

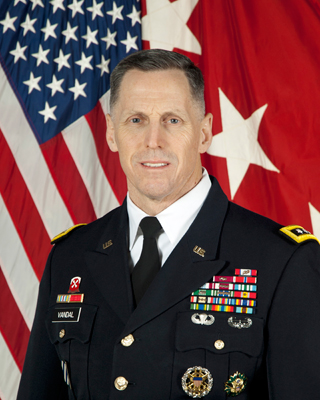
Thomas S. Vandal (2016)

Thomas Steven Vandal  (* 26. Januar 1960 in Rhode Island; † 7. Oktober 2018 in Arlington, Virginia) war ein Generalleutnant der United States Army. Er war unter anderem Kommandeur der 2. Infanteriedivision und der 8. Armee.
In den Jahren 1978 bis 1982 durchlief Thomas Vandal die United States Military Academy in West Point. Nach seiner Graduation wurde er als Leutnant der Feldartillerie zugeteilt. In der Armee durchlief er anschließend alle Offiziersränge vom Leutnant bis zum Drei-Sterne-General.
In Lauf seiner Karriere kommandierte Vandal militärische Einheiten auf fast allen Ebenen. Außerdem war er in verschiedenen Hauptquartieren als Stabsoffizier tätig. In seinen jüngeren Jahren war er unter anderem in Baumholder und Hohenfels in Deutschland stationiert. Er war auch im Irakkrieg eingesetzt. Zu seinen höheren Aufgaben gehörte unter anderem das Kommando über die 75th Field Artillery Brigade die dem III. Korps unterstand, das Kommando über das  multinationale Bereitschaftskommando (Joint Multinational Readiness Center) in Deutschland, das Amt des stellvertretenden Kommandeurs der 3. Infanteriedivision, die Leitung der Army Field Artillery School und die eines Stabsoffiziers im Pentagon. Dort war er Abteilungsleiter in der gemeinsamen Stabsabteilung G3/5/7 für Operationen und Planungen.
Seine letzten Jahre im Militärdienst verbrachte Thomas Vandal in Südkorea. Zwischen Juni 2013 und April 2015 kommandierte er als Nachfolger von Edward Cardon die dort stationierte 2. Infanteriedivision. Im Februar 2016 erhielt er den Oberbefehl über die ebenfalls in Südkorea ansässige 8. Armee. Dieses Kommando bekleidete er bis zum 5. Januar 2018. Es folgte eine weitere Verwendung als Stabsoffizier zur Vorbereitung auf seine Pensionierung, die am 1. September 2018 erfolgte.
Thomas Vandal erkrankte an Bauchspeicheldrüsenkrebs dem er am 7. Oktober 2018 erlag. Er wurde auf dem amerikanischen Nationalfriedhof Arlington beigesetzt.

## Orden und Auszeichnungen
Thomas Vandal erhielt im Lauf seiner militärischen Laufbahn unter anderem folgende Auszeichnungen:
- Army Distinguished Service Medal
- Defense Superior Service Medal
- Legion of Merit
- Bronze Star Medal
- Defense Meritorious Service Medal